# 渡邊謙
渡邊謙（日語：渡辺 謙，1959年10月21日—）是一名日本男演員。出生於新潟縣北魚沼郡小出町（今魚沼市）。
渡邊謙从出演電視劇出道，後成為電影演員。他的代表作包括NHK大河劇《獨眼龍政宗》及電影《末代武士》。他憑《末代武士》於2004年获奧斯卡最佳男配角奖提名，此片更使他为國際電影界所知。此后他与好莱坞导演多次合作，出演过克林特·伊斯特伍德导演的《來自硫磺島的信》（2006）以及克里斯托弗·诺兰导演的《蝙蝠俠：開戰時刻》（2005）、《全面啟動》（2010）。

## 生平
渡邊謙高中畢業後於1978年加入了劇團，但不久退團。同年，由於觀看演劇集團圓後大為感動，加入了劇團。他演出的第一部電視剧為《未知的反亂》。其後他在電影《海與毒藥》及《蒲公英》中表現優異，開始受到关注。
1986年渡邊謙在NHK晨間劇《跳駒》中表現良好，从而得以饰演1987年NHK大河劇《獨眼龍政宗》中的主角伊達政宗，一演成名。此剧平均收視率為39.7%，为歷年大河劇最高，政宗的印象深入人心，2003年日本人票選最想重播的電視劇，仍是「獨眼龍政宗」。
1990年原本应邀演出角川映畫的《天與地》男主角上杉謙信，但因為罹患白血病無緣演出。2002年1月1日離開了他所屬的演劇集團，2003年首次出演日本以外制作的作品，首部作品為《末代武士》，劇中飾演森勝元一角獲得好評。
1983年和第一任妻子由美子結婚，育有一子一女，儿子渡邊大也是演員，女儿杏是模特兒及演員。2005年離婚，同年與演員南果步結婚。2004年，他被美國《People》雜誌评选为「50位最美丽人士」之一，並被評為日本中年演員四天王之一（其他三人為中井貴一、真田廣之、佐藤浩市）。
2009年，獲第四屆安吾獎。
2011年 在福島大地震後，與眾名星成立網站並朗讀宮澤賢治臨終前的詩無懼風雨，讓受到傷害的日本人心中得到撫慰。
2017年3月，《週刊文春》的報導指渡邊謙與某位比他年輕21歲的女子搞婚外情長達三年。2018年5月17日，渡邊謙透過事務所宣布與南果步離婚。據《Sponichi Annex》2023年6月30日的報導，渡邊謙已於春天登記結婚，扶正神似田中美奈實的小21歲女子，迎接第3段婚姻。

## 主要出演作品

### 電影
| 年份 | 片名                       | 導演            | 發行商                         | 角色/奖项                                                       |
| ---- | -------------------------- | --------------- | ------------------------------ | --------------------------------------------------------------- |
| 1984 | 瀨戶內少年棒球團           | 篠田正浩        | 日本環球映畫                   | 中井鐵夫                                                        |
| 1985 | 蒲公英                     | 伊丹十三        | 東宝                           | ガン                                                            |
| 1985 | 結婚案内ミステリー         | 松永好訓        | 東映                           | 船山哲也・関根昌和（二役）                                      |
| 1986 | 海與毒藥                   | 熊井啟          | 日本ヘラルド                   | 戸田                                                            |
| 1991 | 幕末純情傳                 | 薬師寺光幸監督  | 松竹                           | 坂本龍馬                                                        |
| 1997 | 心情直播，不NG             | 三谷幸喜        | 東宝                           | 卡車司機                                                        |
| 1997 | てなもんや商社             | 本木克英        | 松竹                           | 王                                                              |
| 1998 | 絆 -きずな-                | 根岸吉太郎      | 東宝                           | 佐古 - 第22届日本电影金像奖最佳男配角                           |
| 2000 | 太空遊俠                   | 本広克行        | 東映                           | 坂巻隼人                                                        |
| 2001 | 溺れる魚                   | 佐佐部清        | 東映                           | 御代田                                                          |
| 2001 | 千年之戀 ～光源氏物語～    | 堀川とんこう    | 東映                           | 藤原道長及藤原宣孝（出演兩角） - 第25届日本电影金像奖最佳男配角 |
| 2002 | 太陽再次升起               | 佐佐部清        | 東映                           | 大久保修 - 第26届日本电影金像奖最佳男配角                       |
| 2003 | T.R.Y                      | 大森一樹        | 東映                           | 東正信                                                          |
| 2003 | 新･仁義なき戦い ～謀殺～   | 橋本一          | 東映                           | 武鬥派黑道                                                      |
| 2003 |                            | 愛德華·茲維克   | 華納兄弟                       | 森勝元 - 奥斯卡最佳男配角提名                                   |
| 2005 | 北的零年                   | 行定勲          | 東映                           | 小松原英明                                                      |
| 2005 | 蝙蝠俠：開戰時刻           | 克里斯多福·諾蘭 | 華納兄弟                       | 假忍者大師                                                      |
| 2005 | 藝妓回憶錄                 | 亞瑟·高登       | 哥倫比亞影業                   | 會長                                                            |
| 2006 | 明日的記憶                 | 堤幸彦          | 東映                           | 佐伯雅行 - 第30届日本电影金像奖最佳男主角                       |
| 2006 |                            | 克林·伊斯威特   | 華納兄弟                       | 栗林忠道                                                        |
| 2009 | 向達倫大冒險：鬼不理的助手 | 保羅·懷茲       | 環球影業                       | 大高先生                                                        |
| 2009 |                            | 若松节朗        | 东宝                           | 恩地元 - 第33届日本电影金像奖最佳男主角                         |
| 2010 | 谍海风云                   | 麥可·哈夫斯強   | 中環集團版權、威視電影發行     | 田中上校                                                        |
| 2010 | 全面啟動                   | 克里斯多福·諾蘭 | 華納兄弟                       | 齊藤                                                            |
| 2012 | 隼鳥號：遙遠的歸來         | 瀧本智行        | 東映                           | 山口駿一郎                                                      |
| 2013 | 不可饒恕                   | 李相日          | 日活&華納                      | 釜田十兵衛                                                      |
| 2014 | 哥斯拉                     | 蓋瑞斯·愛德華   | 華納兄弟                       | 芹澤豬四郎博士                                                  |
| 2014 | 變形金剛4：絕跡重生        | 迈克尔·贝       | 派拉蒙影業                     | 漂移（Drift）；配音                                             |
| 2015 | 樹之海                     | 葛斯·范·桑      | 狮门娱乐、Roadside Attractions | 中村拓海                                                        |
| 2016 | 怒                         | 李相日          | 東寶                           | 槙洋平                                                          |
| 2017 | 變形金剛5：最終騎士        | 迈克尔·贝       | 派拉蒙影業                     | 漂移（Drift）；配音                                             |
| 2018 | 犬之島                     | 魏斯·安德森     | 福斯探照燈影業                 | 外科醫生；配音                                                  |
| 2018 | 美聲俘虜                   | 保羅·韋茲       | Screen Media Films             | 細川克實                                                        |
| 2019 | POKÉMON 名偵探皮卡丘       | 羅勃·萊特曼     | 華納兄弟                       | 偵探吉田                                                        |
| 2019 | 哥吉拉 II 怪獸之王         | 麥可·道格堤     | 華納兄弟                       | 芹澤豬四郎博士                                                  |
| 2020 | 福島50英雄                 | 若松節朗        | 松竹                           | 吉田昌郎                                                        |
| 2023 | A.I.創世者                 | 蓋瑞斯·愛德華   | 二十世紀影業                   | 哈龍（Harun）                                                   |

### 電視劇
- 壬生の恋歌
- 1984年 NHK大河劇《山河燃燒》
- 弐十手物語
- 轉校少女Y
- 跳駒
- 1987年 NHK大河劇《獨眼龍政宗》 - 飾 伊達政宗
- 晴天的雷聲
- 忠臣藏
- 巌流島 小次郎と武蔵
- 居酒屋兆治
- 町奉行日記
- 1993-1994年 NHK大河劇「浪漫大河劇」之第二部《炎立》
- 忠臣藏
- 直線的死角
- 果つる底なき
- 池袋西口公園
- 浅草・花岡写真館
- 人間の証明2001
- 2001年 NHK大河劇~《北條時宗》
- こちら第三社会部
- 壬生義士伝 新撰組で一番強かった男
- 父さんの夏祭り日本テレビ系列24時間テレビ内ドラマ(2002年)
- 異端の夏
- 川、いつか海へ
- 砂之器
- 天切り松 闇がたり
- 仕掛人 藤枝梅安系列
- わが町系列
- 君たちがいて僕がいる系列
- 鍵師系列
- 寿司、食いねェ！系列
- 指名手配系列
- 御家人斬九郎系列
- 土曜劇場～敗中求勝 吉田茂
- 2018年 NHK大河劇~《西鄉殿》 - 飾 島津齊彬
- 東京風雲
- 2025年 NHK大河劇《豈有此理〜蔦重繁華如夢故事〜》 - 飾 田沼意次

### 舞台劇
- 悲劇ブリタニキュス
- 下谷万年町物語
- 冬のライオン
- バジャゼ
- プラトーノフ
- 花粉熱
- ピサロ
- ハムレット
- 永遠 Part2